# Comisia pentru studierea și aprecierea regimului comunist totalitar din Republica Moldova
Comisia pentru studierea și aprecierea regimului comunist totalitar din Republica Moldova este o comisie constituită prin decretul prezidențial emis în ianuarie 2010 de către Mihai Ghimpu, președintele interimar al Republicii Moldova. 
Comisia a studiat documentele și materialele privind activitatea principalelor instituții implicate în instaurarea și menținerea regimului comunist totalitar sovietic din Republica Moldova și a elaborat un studiu, o culegere de documente și un raport analitic privind aprecierea istorică și politico-juridică a regimului comunist totalitar. De asemenea, comisia informa periodic societatea despre activitatea sa și a prezentat, la 2 iulie 2010, președintelui Republicii Moldova, propuneri în problema de studiu.

## Componența Comisiei
Președinte:
Gheorghe E. Cojocaru – doctor în istorie
Vicepreședinți:
Igor Cașu – doctor în istorie
Sergiu Musteață – doctor în istorie
Secretar:
Mihail Tașcă – doctor în drept
Membri:
| - 1. Vasile Bahnaru – doctor habilitat în filologie - 2. Vladimir Beșleagă – scriitor - 3. Ion Casian – avocat - 4. Sergiu Chircă – doctor habilitat în economie - 5. Lilia Crudu – politolog - 6. Andrei Cușco – doctor în istorie - 7. Demir Dragnev – doctor habilitat în istorie - 8. Nicolae Enciu – doctor habilitat în istorie - 9. Andrei Eșanu – doctor habilitat în istorie - 10. Juc Victor – doctor în filozofie - 11. Alexandru Moșanu – doctor habilitat în istorie - 12. Gheorghe Negru – doctor în istorie - 13. Petru Negură – doctor în sociologie | - 14. Viorica Olaru-Cemîrtan – doctor în istorie - 15. Gheorghe Palade – doctor în istorie - 16. Pavel Parasca - doctor habilitat în istorie - 17. Anatol Petrencu - doctor habilitat în istorie - 18. Elena Postică – doctor în istorie - 19. Ion Sîrbu – doctor habilitat în filozofie - 20. Andrei Smochină – doctor habilitat în drept - 21. Veaceslav Stăvilă – doctor în istorie - 22. Igor Șarov – doctor în istorie - 23. Ion Șișcanu – doctor habilitat în istorie - 24. Ludmila Tihonov – doctor în istorie - 25. Octavian Țicu – doctor în istorie - 26. Ion Varta – doctor în istorie |